# Hämatopoetische Stammzelle

Alle Blutzellen entwickeln sich aus Vorläuferzellen und am Anfang der Hämatopoese stehen Hämatopoetische Stammzellen.

Mit Hämatopoetischer Stammzelle oder auch Blutstammzelle wird die erste aus dem Parenchym abstammende farblose Blutzelle des postembryonalen Knochenmarks sowie die farblose Blutzelle der embryonalen Leber, Milz und des embryonalen Knochenmarks bezeichnet. Sie ist der Ausgangspunkt für die gesamte Zellneubildung des Blutes und des Abwehrsystems (Hämatopoese). Blutstammzellen sind die Zellen aus dem Knochenmark oder Nabelschnurblut, die bei einer Transplantation zur Behandlung von Leukämien verwendet werden (→ Stammzelltransplantation).

## Geschichte der Stammzelle 1868 bis ca. 1912: Unitarismus

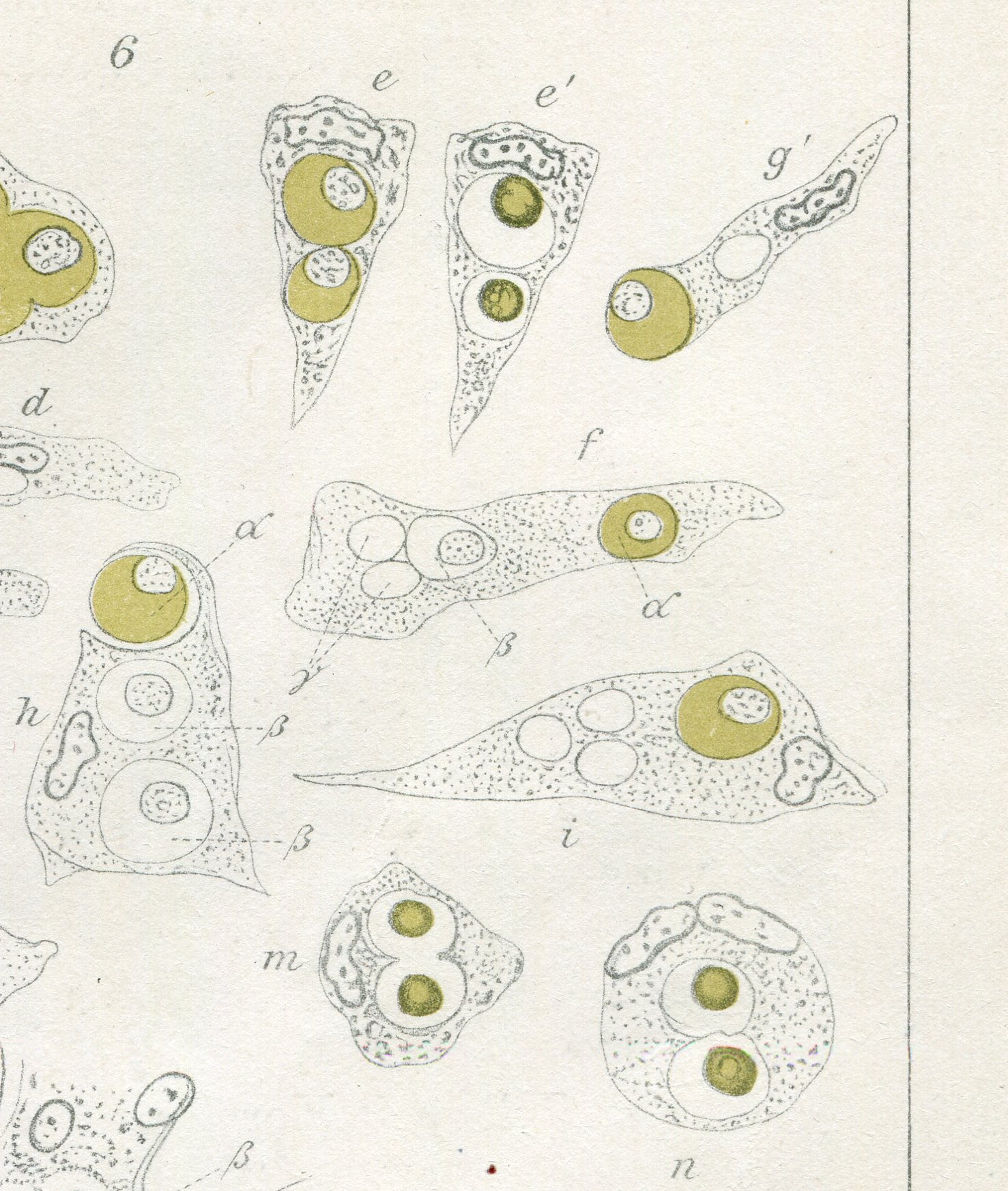
Hämatopoetische Stammzelle 1874 im Nativpräparat in der embryonalen Leber resp. postembryonalen Knochenmark

Bis ins 19. Jahrhundert kannte die Humoralpathologie das Blut nur als „Saft“. Johannes Müller (1801–1858) wies 1844 auf die Blutkörperchen als Zellen hin und postulierte bereits die Umwandlung von farblosen Zellen zu farbigen in der Lymphe.
Ernst Heinrich Weber (1795–1878) sah 1845 erstmals die kernhaltigen Blutzellen in der embryonalen Leber und Albert von Kölliker (1817–1905) hielt 1846 diese embryonalen roten kernhalten Blutkörperchen (heutige Erythroblasten) in der Leber für Abkömmlinge von weißen Blutzellen. Bis 1868 stellte sich nicht die Frage nach der postembryonalen Blutbildung, weil man generell die Blutzellen als Abkömmlinge von embryonalen Ursprungszellen aus dem Mesenchym oder dem Gefäßendothel betrachtete.
Am 10. Oktober 1868 wurde am Königsberger Pathologischen Institut das Knochenmark als Blutbildungsorgan mit seiner hämatopoetischen „lymphoiden Markzelle“ von Ernst Neumann (1834–1918) beschrieben (Neumann 1868, 1869) und wenig später von Giulio Bizzozero (1846–1901) bestätigt. Die Originalmitteilung aus dem Jahr vom 10. Oktober 1868 ist eingestellt bei Ernst Neumann. Drei Tage nach der Erstveröffentlichung präzisierte Ernst Christian Neumann als Institutsleiter vor dem von Hermann von Helmholtz gegründeten Verein für wissenschaftliche Heilkunde (Sitzungsbericht vom 13. Oktober 1868) seine Vorstellungen von der extrauterin vorhandenen, in sich auch im Erwachsenenalter regenerationsfähigen „Lymphoiden Blutzelle“:

„Es läßt sich nicht nur für die Wachstumsperiode, wo die Blutmasse proportional zur Körpermasse zunimmt, mit Bestimmtheit eine fortdauernde Neubildung von Blutzellen behaupten, sondern es ist auch im höchsten Grade a priori wahrscheinlich, dass im erwachsenen Körper dieser Neubildungsprocess fortbesteht, da das Leben der einzelnen Blutzellen wahrscheinlich ein nur beschränktes ist…! […] Während des ganzen Lebens findet eine fortdauernde Einfuhr von Markzellen in das Blut statt, und diese eingewanderten Zellen wandeln sich in den Gefäßen des Marks in farbige Zellen (kernhaltige rote Blutkörperchen) um. Diese Metamorphose vollzieht sich noch innerhalb der Knochen, da in dem Knochenvenenblute in der Regel nur fertige Blutzellen angetroffen werden.“

Weiter heißt es: 

„Es wird der Schluß gerechtfertigt sein, daß in den Knochen während des ganzen Lebens eine fortdauernde Umwandlung lymphköperartiger Zellen in farbige Blutzellen stattfindet.“

Nach Ansicht Neumanns findet eine gleichartige Blutzellbildung in der embryonalen Leber, Milz und dem embryonalen Knochenmark sowie postembryonal ausschließlich im Knochenmark statt. Die ersten Aufzeichnungen dieser farblosen Blutzelle mit Übergang auf den Erythroblasten stammen aus dem Jahr 1874.
In dem mikroskopischen Bild eines Nativpräparates zeigte Ernst Neumann 1874 die Umwandlung einer seinerzeit bezeichneten Lymphoiden Markzelle (heutige Hämatopoetische Stammzelle) in einen noch kernhaltigen farblosen Erythroblasten. Für Neumann lief diese Entwicklung in der embryonalen Leber und im postembryonalen Knochenmark identisch ab.
1878 ließ Neumann im Zusammenhang mit der Erstbeschreibung der erkrankten Markzelle (heutige Myeloische Leukämie) auch die Leukozytopoese aus der „lymphoiden Markzelle“ sich entwickeln. Ursprungsgewebe sei das Parenchym.

“Neumann and Bizzozero reported observations and drew conclusions that were so revolutionary that they were not accepted.”

“Despite all the opposition, however, within two decades, Neumann's discovery was a scientific axiom! The brilliance of the truth may first be blinding, but ultimately it supersedes all artificial illuminators.”

In den nachfolgenden 50 Jahren entbrannte ein Kampf um die Herkunft der Stammzelle. Der Unitarische Standpunkt beinhaltete, dass sich alle Blutzellreihen aus einer postembryonal existierenden Hämatopoetischen Stammzelle entwickeln. „Sämtliche Formen derselben [Leukozyten] sind auf eine gemeinschaftliche, auch extrauterin stets vorhandene Stammzelle zurückzuführen.“
Seine Blutbildungstheorie zwischen 1868 und 1912 ist in der beiliegenden Tabelle dargestellt, die 1994 zur 450-Jahr-Feier der Albertus-Universität vorgetragen wurde.

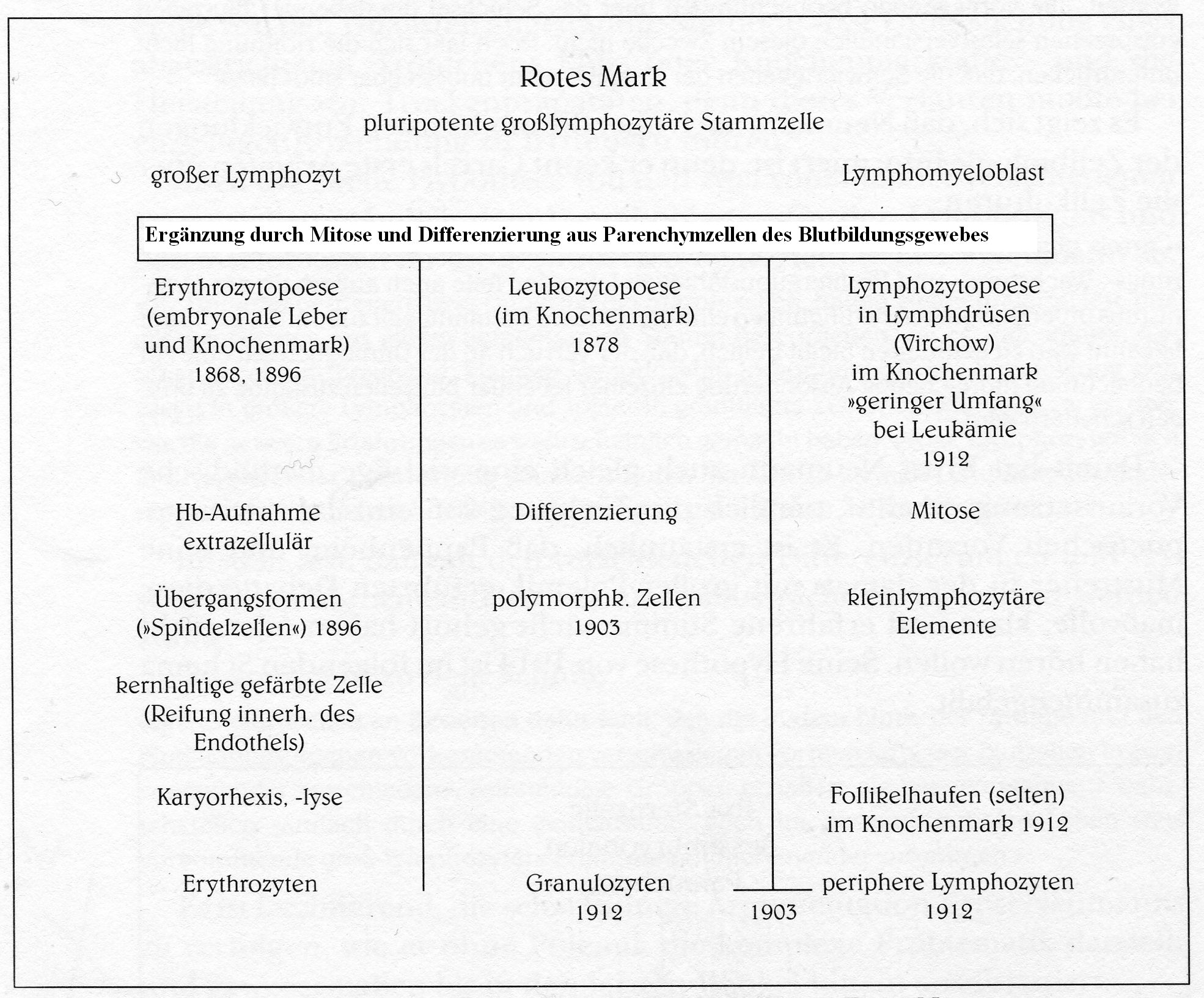
Unitarismus: Alle Blutzellen, auch die Lymphozyten, stammen postembryonal von einer Hämatopoetischen Stammzelle im Knochenmark ab

Dieser Meinung schlossen sich die Unitarier Alexander A. Maximow (1874–1928) („Großer Lymphozyt“ als „Stammzelle“ – 1. Juni 1909 Sitzung der Berliner Hämatologischen Gesellschaft, S. 297) aus St. Petersburg, Max Askanazy, Königsberg und Genf, Franz Weidenreich (1873–1948), Wera Dantschakoff-Grigorewski (geb. 1879), Ernst Grawitz (1860–1911), Hans Hirschfeld (1873–1944) an, sowie Artur Pappenheim (1870–1916), letzterer in der von ihm und Grawitz 1908 gegründeten „Berliner Hämatologischen Gesellschaft“ (1908). Des Weiteren sind zu nennen S. Mollier, Adolfo Ferrata (1880–1946) und Georg Eduard von Rindfleisch (1836–1908).
Im Meinungsstreit um die Hämatopoetische Stammzelle setzten sich jedoch die Dualisten durch: „Eine einmal in der Embryonalzeit angelegte Stammzelle differenziert sich nach der Geburt in mehrere verschiedene Blutzellreihen.“ Durchsetzungsfähigster Dualist war der Nobelpreisträger Paul Ehrlich (1854–1915) neben Wilhelm Türk (1871–1916) aus Wien und Otto Naegeli (1871–1938) aus der Schweiz. Dessen Werk Blutkrankheiten und Blutdiagnostik 2. Aufl. 1912, wurde zum Standardwerk im deutschsprachigen Raum. Hier geht Naegeli mit den Unitariern „streng ins Gericht“. Der Dualistische Standpunkt Paul Ehrlichs zu mehreren embryonalen Stammzellen ist in der Abbildung wiedergegeben.

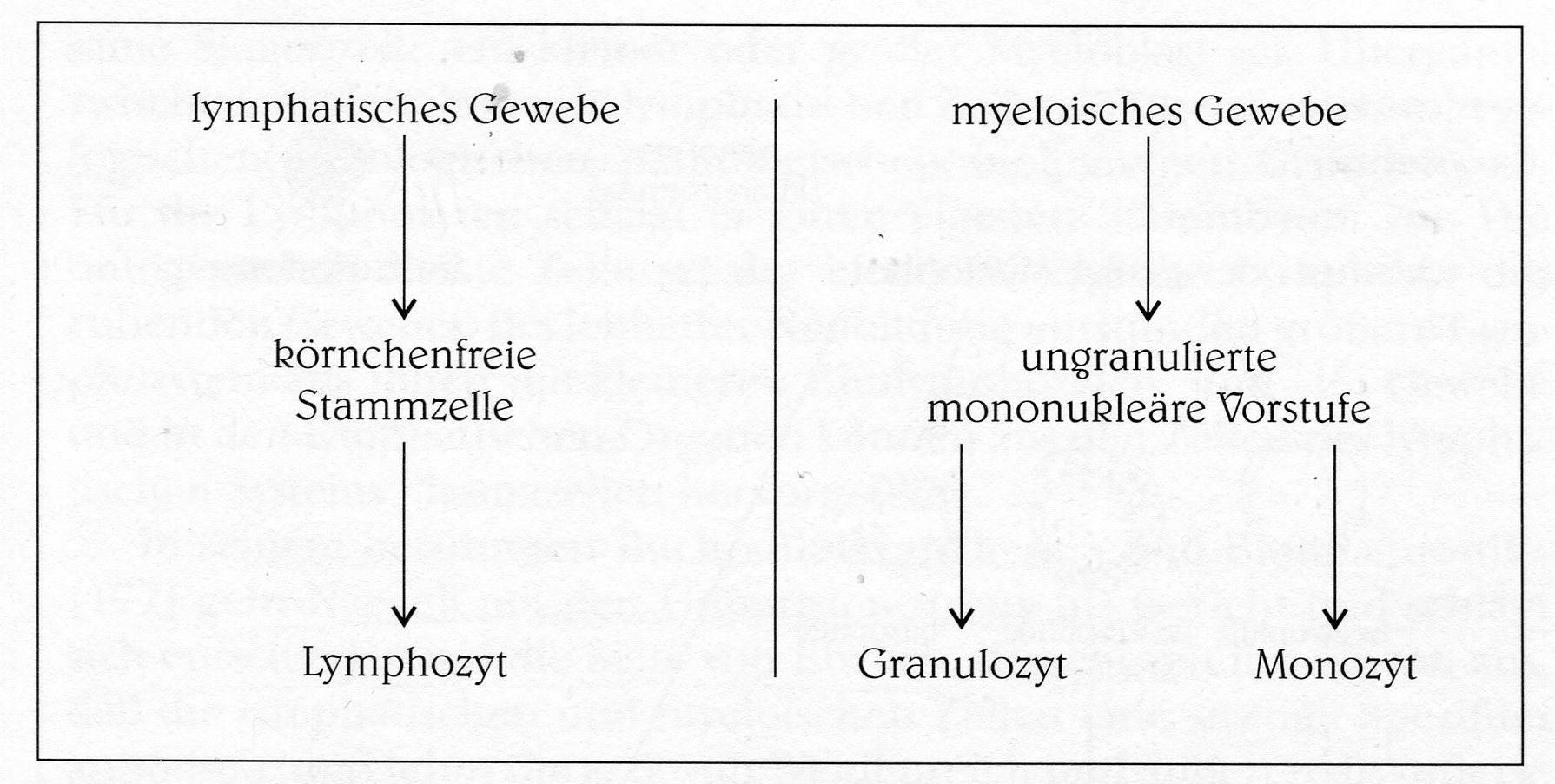
Dualismus: Die Blutzellreihen stammen laut P. Ehrlich von der embryonal angelegten Stammzelle ab

Wilhelm Türk resümierte in Vorbereitung eines 1. Internationalen Hämatologen-Kongresses an der Medizinischen Klinik der Berliner Universität: „Ebenso wenig, wie aus einem Schimpansen ein Mensch wird, wird aus einem ‚Lymphozyten‘ (postembryonale großlymphozytäre Stammzelle im Knochenmark, Verfasser) ein polymorphkerniger Granulozyt.“
Durch diesen Zwist geriet die von Unitariern aufgebaute „Berliner Hämatologische Gesellschaft“ nach 4 Jahren (1912) in eine Krise und verlor so an Einfluss, dass sie „einschlief“. (Voswinckel 1987).

## Geschichte der Stammzelle ca. ab 1912 bis Mitte 20. Jahrhundert: Dualismus
Mit dem Ende der „Berliner Hämatologischen Gesellschaft“ geht zeitlich in Deutschland eine Tendenz zum nationalstaatlichen Denken einher: Artur Pappenheim widersetzte sich einem Aufruf zur Schuldfrage am Kriegsausbruch und wurde in ein russisches Fleckfieberlazarett versetzt. Von dieser Krankheit infiziert, verstarb er 1916. Georg Friedrich Nicolai (1874–1964) wurde nach dem Ersten Weltkrieg von „deutschdenkenden Studenten“ niedergeschrien und emigrierte 1922 nach Südamerika (alle Hinweise aus Voswinckel 1987). Neumann unternahm 1912 einen Vermittlungsversuch, indem er zur Klärung der strittigen Frage eine Stammzellkultur forderte, „welches ROBERT KOCH mit den Bakterien auszuführen lehrte, nämlich die einzelnen Zellen zu isolieren und ihre Lebensvorgänge [‚in einer Reinkultur‘] längere Zeit hindurch in vitro zu verfolgen.“ Aber er fand kein Gehör.
Mit dem Tod Artur Pappenheims, der Emigration Georg Nicolais und später George Rosenows (1886–1985), Georg Klemperers (1865–1946) und Selma Meyers (1881–1958) ging eine ganze Ära von exzellenten deutschen Hämatologie-Forschern zu Ende. Die Stammzellforschung wurde nun mehr im angloamerikanischen Raum betrieben (Florence Sabin, 1871–1953) und das Wissen um die einstigen Verdienste aus Königsberg und Berlin geriet in Vergessenheit.

## Ab 1968: Erfolgsgeschichte der Stammzelle
Zum 100. Jubiläum der 1868er Stammzellbeschreibung griff G. Rosenow das Thema zur Geschichte der Stammzelle wieder auf.
„Der Unitarismus-Dualismus-Streit wurde zugunsten des Unitarismus, d. h. der bis ins hohe Alter im Knochenmark existierenden pluripotenten Blutstammzelle entschieden.“ Maßgebliche Forscher waren E. Undritz, Karl Rohr. Der Beweis erfolgte über die Durchführung von Kulturen, die bereits in der Zeit von A. Maximow (1928) eingeleitet wurden und weiterführten über Alexis Carrel (1873–1944), Donald Metcalf (1929–2014) bis zu den sog. „Gemischten Kolonien“ von Hans G. Messmer (geb. 1941) bis Axel A. Fauser (geb. 1948).
Die Aufarbeitung der weiteren Geschichte erfolgte durch die populärwissenschaftliche Biographie Neumann-Redlin von Medings, die darauf aufbauende Dissertation Yvonne Klingers und das wissenschaftliche Werk Herbert Neumanns (Bochum). Durch diese Publikationen veranlasst, setzte in den USA eine Rückbesinnung auf die preußische Stammzellforschung ein. Maßgebliche Forscher waren J. Dreyfus, J.M. Yoffrey, M. Wintrobe, M. Tavassoli, M. Ramalho-Santos und Holger Willenbring sowie A. H. Mähle, R. Dinser und N.H. Zech.

## Nomenklatur „Stammzelle“
Der Biologe Ernst Haeckel (1834–1919) (Zoologe und Philosoph) benutzte 1868 erstmals in Anlehnung an die familiären Stammbäume der Genealogie die Bezeichnung „Stammzelle“. Theodor Boveri (1862–1915), (Biologe), übernahm 1892 diese Bezeichnung. Für die Hämatopoetische Stammzelle, die seit ihrer Erstbeschreibung 1868 unter dem Namen „Lymphoide Markzelle“ lief bzw. vielen anderen Bezeichnungen in Hinblick auf die „Farblose lymphoide Zelle“, übernahm Artur Pappenheim in Berlin 1896 die Bezeichnung „Stammzelle“ von Theodor Boveri und Valentin Häcker (1864–1927), gefolgt von Alexander Maximow (1909) und Ernst Neumann (1912) (Ramalho u. Willenbring).

## Zukunft der Stammzelle
Die Hämatopoetische Stammzelle dient als Ausgangspunkt für neue Forschungszweige der theoretischen und klinischen Medizin: Hämatologie, Immunologie, Onkologie, Pathologie, Genetik und Transplantationsmedizin als ein Gebiet der Regenerativen Medizin (Autologe und Allogene Transplantation).